# Rodrigo Almeida Bastos
Rodrigo Almeida Bastos é um arquiteto e professor brasileiro.
Foi vencedor de importantes prêmios, como o Prêmio Marta Rossetti Batista, concedido pela Universidade de São Paulo, em resultado de pesquisa inédita sobre a arte e arquitetura dos períodos barroco e modernista.

## Carreira
Rodrigo Almeida Bastos concluiu duas graduações: a primeira em Engenharia Civil na Universidade Federal de Goiás (1992) e a segunda em Arquitetura e Urbanismo pela Universidade Católica de Goiás (1999).
Em 2003, finalizou o mestrado em Arquitetura e Urbanismo pela Universidade Federal de Minas Gerais.
Em 2009, recebeu o título de doutor em Arquitetura e Urbanismo pela Universidade de São Paulo.
Para a produção de sua tese de doutorado Rodrigo Almeida Bastos esteve em intercâmbio na Universidade Nova de Lisboa, em Portugal, que frequentou de março a agosto de 2008 e onde foi orientado pelo historiador da Arte, professor doutor Rafael Moreira.
Em 7 de junho de 2010, recebeu o Prêmio Marta Rossetti Batista, da Universidade de São Paulo, especialmente pelo desenvolvimento da tese A maravilhosa fábrica de virtudes: o decoro na arquitetura religiosa de Vila Rica, Minas Gerais (1711-1822), em orientação de Mário Henrique Simão D’Agostino. O prêmio, realizado a cada dois anos, foi concedido ao arquiteto que concorreu com trabalhos inéditos produzidos desde 2005.
Durante o período como bolsista da Capes, Bastos estudou latim e vocabulários de época de forma a compreender os documentos primários no contexto em que foram escritos.
Bastos também foi vencedor do 8º Prêmio Jovens Arquitetos, concedido pelo Instituto de Arquitetos do Brasil - Departamento de São Paulo e pela Associação de Amigos do Museu da Casa Brasileira, pelo texto Regularidade e Ordem das Povoações Mineiras no século XVIII.
Desde 2006, é docente do curso de especialização lato sensu em Cultura e Arte Barroca, do Instituto de Filosofia, Artes e Cultura da Universidade Federal de Ouro Preto. 
Desde 2009, Rodrigo Almeida Bastos é professor-adjunto do Departamento de Análise Crítica e Histórica da Arquitetura e do Urbanismo da  Escola de Arquitetura da Universidade Federal de Minas Gerais.
Foi professor convidado de vários cursos de arquitetura, urbanismo e design, como os da PUC Minas e Fumec.